# Chwalisław (wieś)

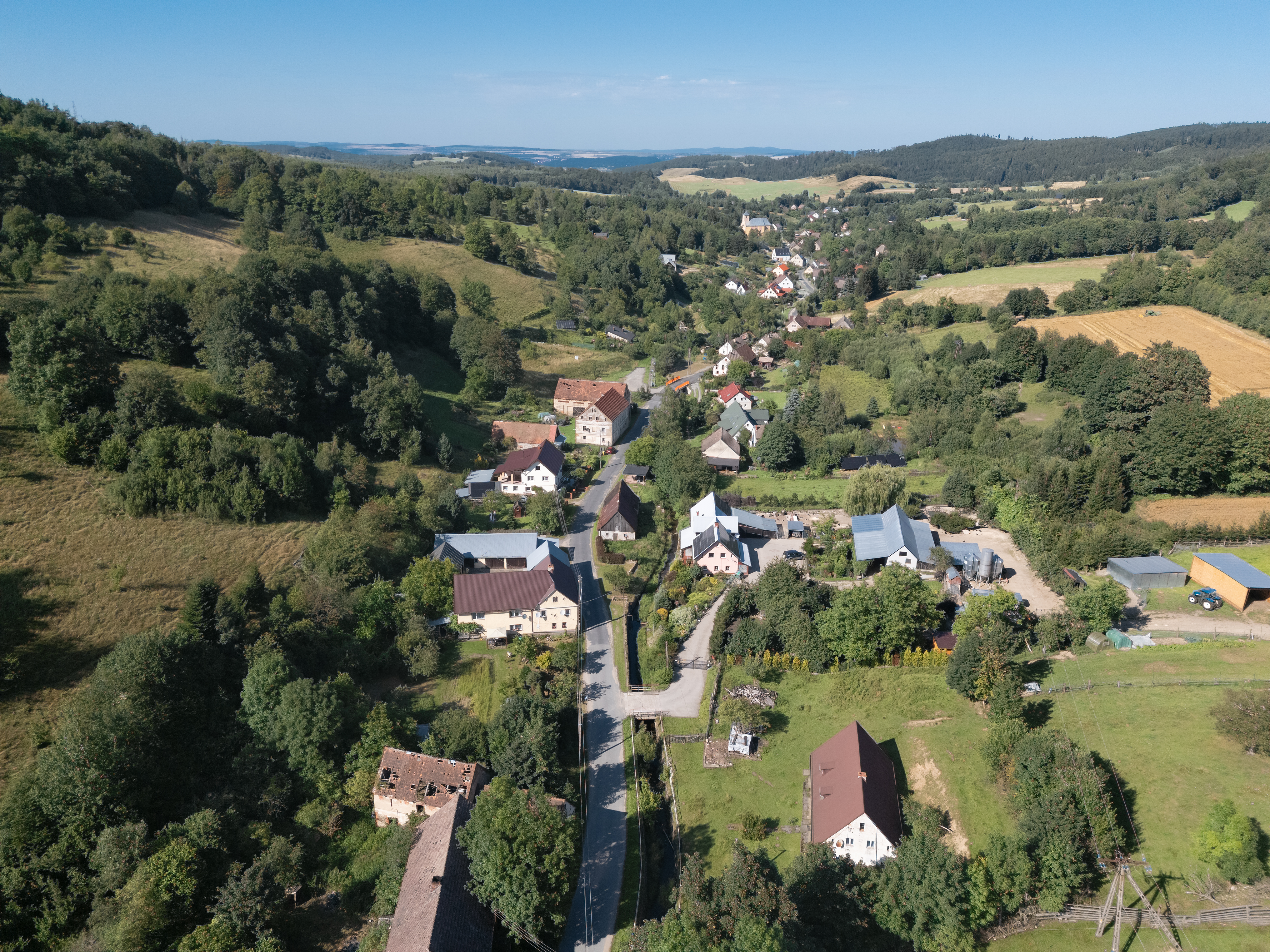
Panorama wsi

Chwalisław (tuż po wojnie Bystra, niem. Follmersdorf) – wieś w Polsce położona w województwie dolnośląskim, w powiecie ząbkowickim, w gminie Złoty Stok.
Chwalisław do wieś łańcuchowa o długości około 3 km leżąca na północno-wschodniej krawędzi Gór Złotych, nad górnym biegiem potoku Mąkolnica, na wysokości około 400–475 m n.p.m.
| SIMC       | Nazwa      | Rodzaj  |
| ---------- | ---------- | ------- |
| nie nadano | Biała Góra | kolonia |

W latach 1975–1998 miejscowość administracyjnie należała do województwa wałbrzyskiego.

## Toponimia
Pierwsza nazwa wsi pojawia się w 1260 r. jako Villa Folmeri. Do końca II wojny światowej funkcjonowała jako Follmersford. Zdaniem Heinricha Adamyego nazwa wsi jest dzierżawcza od imienia Waldemar lub Wolfmar. Z innych źródeł wynika, że nazwa Folmersdorf jest zniemczona i ukrywa imię Chwalimir.

## Historia
Istnieje wzmianka, że w roku 1249 istniejącą już wieś darował cystersom z Kamieńca Ząbkowickiego rycerz Moyko. Wieś pojawia się w dokumencie z 1260 roku. W roku 1812 miejscowość kupiła królowa Wilhelmina Pruska, a po jej śmierci w 1837 roku Chwalisław przeszedł na własność Marianny Orańskiej. Wiek XIX to szczytowy okres w rozwoju wsi, istniały tam wtedy: kościół, szkoła i młyn wodny. Pod koniec XIX wieku Chwalisław znalazł się na szlaku turystycznym ze Złotego Stoku na Ptasznik, na którym wzniesiono niewielką wieżę widokową. Do roku 1945 miejscowość należała do rodziny Hohenzollernów. Po 1945 roku Chwalisław częściowo wyludnił się. W 1978 roku było tu 69 gospodarstw rolnych, w 1988 roku ich liczba zmalała do 29.

### Taubenberg
Do wsi należała rezydencja Taubenberg (50°26′00,6″N 16°50′16,3″E/50,433500 16,837861), położona na północny wschód od wsi w stronę Białej Góry. Po II wojnie światowej miejscowość pozostała bez nowej nazwy. Obecnie niezamieszkała oraz bez zabudowy.

## Zabytki
Do wojewódzkiego rejestru zabytków wpisany jest:
- kościół filialny pw. św. Jakuba Apostoła z 1726 roku[10]. Jest to budowla jednonawowa z prostokątnym prezbiterium i wieżą nakrytą ostrosłupowym hełmem[10]. Wewnątrz zachował się późnogotycki tryptyk św. Anny Samotrzeciej z pierwszej połowy XVI wieku, figura św. Michała z wagą i inne wyposażenie z XVIII wieku[10].

## Szlaki turystyczne
Przez Chwalisław przechodzi szlak turystyczny:
- czarny, przebiegający na trasie: Bystrzyca Kłodzka – Stary Waliszów – Romanowo – Ołdrzychowice Kłodzkie – Rogówek – Droszków – Przełęcz Leszczynowa – Chwalisław – Złoty Stok.